# Rogue Legacy 2
Rogue Legacy 2 es un juego de plataformas desarrollado y publicado por el estudio indie Cellar Door Games. Es la secuela de Rogue Legacy, de 2013, y el juego se lanzó para Microsoft Windows mediante acceso anticipado en agosto de 2020. La versión completa se lanzó en abril de 2022, para Microsoft Windows, Xbox One y Xbox Series X/S, llegando en noviembre a Nintendo Switch, Linux y macOS.

## Desarrollo
Cellar Door Games anunció Rogue Legacy 2 el 3 de abril de 2020. Aunque el estudio planeaba lanzar el juego en acceso anticipado el 23 de julio de 2020, más tarde se cambió al 18 de agosto de 2020. La versión inicial de acceso anticipado contenía una mazmorra y media, cuatro clases de juego y un jefe enemigo. El estudio planeaba lanzar grandes actualizaciones cada dos meses y esperaba que el juego permaneciera en acceso anticipado durante aproximadamente un año. El juego abandonó el acceso anticipado y se lanzó por completo el 28 de abril de 2022, para Microsoft Windows, Xbox One y Xbox Series X/S. El 9 de noviembre llegó a Nintendo Switch y el 18 de noviembre de 2022, la versión Steam del juego, recibió una actualización que lo hacía compatible con Linux y macOS.

## Jugabilidad
Rogue Legacy 2 es un juego de plataformas con elementos de roguelike y metroidvania. El jugador asume el control de un caballero, que debe explorar mazmorras generadas proceduralmente para recoger sus tesoros y derrotar a los enemigos. Además del caballero exiten otras clases de personajes, como los magos y arqueros, incorporando esta secuela nuevas clases. Si el personaje muere el jugador tiene que empezar desde el principio, aunque con el oro recogido en la partida se pueden adquirir mejoras permanentes como nuevas armas, equipo y runas. El gasto en mejoras lo realiza el sucesor del árbol genealógico, teniendo el jugador que elegir un personaje aleatorio con diferentes rasgos genéticos al inicio de cada partida. Durante la exploración, también se pueden encontrar reliquias, artefactos que añaden habilidades permanentes como el doble salto.

## Recepción
Rogue Legacy 2 recibió "aclamación universal" para Xbox Series X/S según el agregador de críticas Metacritic; las versiones para Microsoft Windows y Nintendo Switch recibieron críticas "generalmente favorables".